# Галстад (Міннесота)
Галстад (англ. Halstad) — місто (англ. city) в США, в окрузі Норман штату Міннесота. Населення — 564 особи (2020).

## Географія
Галстад розташований за координатами 47°21′4″ пн. ш. 96°49′29″ зх. д. / 47.35111° пн. ш. 96.82472° зх. д. (47.351037, -96.824632).  За даними Бюро перепису населення США в 2010 році місто мало площу 0,80 км², уся площа — суходіл.

## Демографія
Згідно з переписом 2010 року, у місті мешкало 597 осіб у 251 домогосподарстві у складі 139 родин. Густота населення становила 748 осіб/км².  Було 306 помешкань (384/км²).
Расовий склад населення:
| - 94,0 % — білих - 2,8 % — корінних американців - 0,2 % — чорних або афроамериканців |

До двох чи більше рас належало 2,2 %. Частка іспаномовних становила 4,7 % від усіх жителів.
За віковим діапазоном населення розподілялося таким чином: 24,3 % — особи молодші 18 років, 50,9 % — особи у віці 18—64 років, 24,8 % — особи у віці 65 років та старші. Медіана віку мешканця становила 46,6 року. На 100 осіб жіночої статі у місті припадало 97,0 чоловіків;  на 100 жінок у віці від 18 років та старших — 85,2 чоловіків також старших 18 років.
Середній дохід на одне домашнє господарство  становив 49 198 доларів США (медіана — 41 458), а середній дохід на одну сім'ю — 63 886 доларів (медіана — 53 654). Медіана доходів становила 42 500 доларів для чоловіків та 30 294 долари для жінок. За межею бідності перебувало 17,8 % осіб, у тому числі 22,7 % дітей у віці до 18 років та 13,0 % осіб у віці 65 років та старших.
Цивільне працевлаштоване населення становило 262 особи. Основні галузі зайнятості: освіта, охорона здоров'я та соціальна допомога — 22,5 %, виробництво — 12,6 %, транспорт — 11,8 %.